# Закарин (Король Луангпхабанга)
Закарин, первоначально Кхам Сук, полное имя: Самдач Брхат Чао Маха Шри Вита Лан Ксанг Хом Хао Луанг Кхабанг Парама Сидхаман Шри Сакариндра (16 июля 1840 — 25 марта 1904) — 12-й король Луангпхабанга (15 декабря 1895 — 25 марта 1904).

## Ранняя жизнь
Закарин родился вырос в Луангпхабанге. Старший сын Оуна Кхама (1811—1895), короля Луангпхабанга (1870—1895), и его первой жены, принцессы (Садет Чао Ниинг) Шри Амбали (Симфали). Он получил частное образование, что в то время было привилегией богатых лаосцев.
Позже он женился на семи женах, в том числе на королеве Тонгси, и имел 10 сыновей и 4 дочерей.
Закарин командовал королевскими войсками против вторжения хо (китайских повстанцев из восстания тайпинов) в 1874 году. Он бежал в Бангкок после разграбления хо Луангпхабанга в 1887 году.

## Король Луангпхабанга
В 1888 году король Сиама назначил Закарин регентом своего отца. Закарин официально стал преемником своего отца 15 декабря 1895 года и был коронован в Луангпрабанге 14 июля 1896 года. Во время своего правления он принял французский протекторат над королевством 3 октября 1893 года после того, как его отец согласился на французскую защиту.
Закарин скончался от кровоизлияния в мозг 25 марта 1904 года. Ему наследовал его второй сын, король Сисаванг Вонг.